# Tour d'Almaty
Le Tour d'Almaty est une course cycliste organisée depuis 2013. Elle se déroule chaque année à Almaty et est organisée par l'ancien coureur professionnel Alexandre Vinokourov. Elle a lieu entre 2013 et 2016 sous la forme d'une course d'un jour. En 2017, elle devient une course par étapes sur deux jours.

## Palmarès
| Année | Vainqueur       | Deuxième           | Troisième         |
| ----- | --------------- | ------------------ | ----------------- |
| 2013  | Maxim Iglinskiy | Sonny Colbrelli    | Ruslan Tleubayev  |
| 2014  | Alexey Lutsenko | Sergey Chernetskiy | Sergueï Lagoutine |
| 2015  | Alexey Lutsenko | Fabio Aru          | Pavel Kochetkov   |
| 2016  | Alexey Lutsenko | Mauro Finetto      | Roman Maikin      |
| 2017  | Alexey Lutsenko | Rémy Di Grégorio   | Jakob Fuglsang    |
| 2018  | Davide Villella | Simon Pellaud      | Pierpaolo Ficara  |
| 2019  | Yuriy Natarov   | Aleksandr Vlasov   | Danilo Celano     |